# بال‌انگشتی جزیره
بال‌انگشتی جزیره (نام علمی: Nesodactylus) نام یک سرده از تیره پوزه‌منقاران است.